# Camilla Battista da Varano
Svatá Camilla Battista da Varano (9. dubna 1458, Camerino – 31. května 1524, Camerino) byla italská šlechtična, řeholnice, členka Chudých sester svaté Kláry a mystička.

## Život
Narodila se 9. dubna 1458 v Camerinu jako dcera pána z Camerina Giulia Cesare da Varano a Cecchiny di Mastro Iacopo. Vychovála ji Giuliova manželka Giovanna Malatesta. Otec i nevlastní matka ji měli velmi rádi a vyrostla v nádheře dvora a získala vzdělání, které zahrnovalo gramatiku a rétoriku.
Když jí bylo 10 let byla ohromena kázáním bratří Domenica z Leonessy a Pietra z Mogliana. Každý pátek začala rozjímat o utrpení Krista. Začala držet půst o chlebu a o vodě a prováděla noční bdění. V této době nadále trávila čas hraním hudby, zpěvem, tancem, procházkami a dalšími mladistvými činnostmi, které byly v životě u dvora hojné.
Ve věku 18–21 let prošla třemi lety hlubokých duchovních bojů se světským životem. Její otec udělal vše, co bylo v jeho silách aby donutil svou dceru ke svatbě, dokonce až do té míry, že ji uvěznil. Během těchto dvou a půl let došla k velkému obrácení s Kristem a obdržela mnoho božských zjevení. Zažila také sedm měsíců těžké fyzické nemoci a deprese. Camilla vzdorovala plánům svého otce tak pevně, že ji po dvou a půl letech vrátil na svobodu ze strachu, jak řekl, že na sebe přivolá božskou pomstu, a dal souhlas aby se stala řeholnicí.
Během postní doby roku 1479 slyšela kázání františkána Francesca z Urbina. Toto kázání ji hluboce zasáhlo. Po dalším kázání téhož řeholníka (s nímž si tajně dopisovala) na svátek Zvěstování Panny Marie 24. března 1479 složila slib čistoty. Ve stejnou dobu také začala stále více slyšet hlasy uvnitř ní, které jí říkaly, že její jedinou nadějí na záchranu je stát se řeholnicí. Camilla pak měla hořký vnitřní boj, zatímco se za jejími zády vypořádávala s posměšky a pomluvami ze strany členů dvora. Po vyznání svých hříchů jistému mnichovi Olivierovi v sobotu v rámci Velikonoc 17. dubna 1479 se rozhodla, že vstoupí do kláštera klarisek v Urbinu, který měl přísná pravidla.
Dne 14. listopadu 1481 vstoupila do kláštera a přijala jméno Battista. O dva roky později složila své řeholní sliby. Během svého pobytu napsala Ricordi di Gesu, meditaci ve formě dopisu od Ježíše. Zesílila své rozjímání o utrpení a tvrdila, že vstoupí hlouběji do duševních bolestí Ježíšova srdce.
Dne 4. ledna 1484 se Camilla a dalších osm společnic přestěhovalo do nového kláštera Santa Maria Nova v Camerinu, který její otec koupil od Olivetánů a obnovil aby měl dceru blíž k sobě. Tento přesun vyjednával s generálním vikářem observantských františkánů a papežem.
Jeden z nejvýznamnějších bodů v duchovním životě Varano nastal tehdy, když měla patnáct dní trvající vizi sv. Kláry z Assisi. Několik dní poté měla vidění dvou cherubínů kteří jí drželi u krvácejících Kristových nohou, což trvalo dva měsíce.
Roku 1488 napsala dílo I dolori mentali di Gesu nella sua Passione (Duševní utrpení Krista během jeho utrpení). Byla napsána jako meditace anonymní řeholnice její abatyši.
Následujících pět let prožila duchovní krizi. Napsala, že bojovala s ďáblem, protože cítila opuštěnost zatímco ji pronásledovalo pokušení bouřit se proti Bohu a nevěřit písmům. Během tohoto období mezi 27. únorem a 13. březnem 1491 sepsala Vita Spirituale (Duchovní život nebo její autobiografie), což byl dlouhý dopis Domenicovi z Leonessy. V dopise mu řekla jak inspiroval její duchovní život a vyjádřila mu svou vděčnost. Myslela si, že to bude její poslední svědectví před smrtí.
Roku 1492 se seznámila se španělským olivetským mnichem Antoniem, který se stal jejím duchovním vůdcem na čtyři roky.
Její otec založil nový klášter v Camerinu a daroval jej své dceři. Když jí bylo 35 let byla poprvé zvolena abatyší (1500). Dále byla zvolena opakovaně roku 1507, 1513 a 1515.
Roku 1501 byl vévoda Giulio Cesare exkomunikován papežem Alexandrem VI. za přátelství s nepřáteli papeže a za údajné zavraždění papežova bratrance. Papežské síly vedené Cesarem Borgiou obsadili roku 1502 Camerino a vévoda a tři jeho synové byli uvězněni a poté uškrceni, Camillina matka a nejmladší bratr utekli. Camilla utekla a hledala útočiště ve Fermu ale místní obyvatelstvo vyděšené čelit hněvu Cesara Borgii ji odmítlo. Útočiště našla ve vesnici Atri v kraji Abruzzo v Neapolském království. Zde se ukryla u vévodkyně z Amalfi Isabelly Piccolomini Todeschini. Do Camerina se vrátila po zvolení papeže Julia II. roku 1503.
Roku 1505 byla poslána papežem Juliem aby ve Fermu založila klášter, zde strávila dva roky.
Roku 1521 odešla do San Severino Marche aby zde vyškolila nové sestry.
Zemřela ve svém klášteře v Camerinu během moru 31. března 1524. Její ostatky byly uloženy do krypty kláštera v Camerinu.

## Proces svatořečení
Dne 7. dubna 1843 byl papežem Řehořem XVI. uznán její kult.
Dne 19. prosince 2005 uznal papež Benedikt XVI. její hrdinské ctnosti. Dne 19. prosince 2009 uznal papež zázrak uzdravení na její přímluvu. Svatořečena byla 17. října 2010.
Zázrak potřebný pro svatořečení bylo úplné uzdravení roku 1877 Clelie Ottaviani z křivice.